# 동흥 전투
252년 오나라의 초대 황제 손권이 죽고 손량이 즉위하자 위나라의 권력자 사마사는 상서 부하로부터 이 소식을 듣고 군사를 일으킬 준비를 한다.
사마사는 정남대장군 왕창에게 명해 10만 군사를 거느려 남군을, 정동장군 호준에게 10만 군사를 주어 동흥을, 진남도독 관구검에게도 10만 군사를 주어 무창을 공격하게 하여 전군을 3로로 나누고 동생 사마소를 대도독으로 삼았다.
252년 12월 사마소는 오나라 변경에 이르러 호준에게 명해 부교를 세워 동흥의 큰 제방을 점령하게 했는데 오나라의 태부 제갈각은 평북장군 정봉에게 군사 3000명을 주어 장강을 따라 나가고 여거, 당자, 유찬에게 3만 군사를 주어 뒤따르게 한다.
정봉은 3000명의 수군을 전선 30척에 태우고 동흥으로 나아갔고 호준은 부하 환가와 한종에게 두 성을 공략하게 했는데 각각 오나라의 전단과 유략이 지키고 있었다. 호준은 두 성을 공격했지만 쉽게 함락되지 않았고 그 사이 정봉이 이끄는 3000명의 오군이 습격해 환가와 한종이 정봉에게 죽고 호준은 겨우 도망쳤다.
사마소, 왕창, 관구검은 서둘러 퇴각했고 제갈각은 20만 대군을 이끌고 중원 정벌에 나서 반대파인 장연을 파직시키고 신성으로 진군한다. 그러나 신성을 지키는 아문장군 장특이 격렬히 저항하고 오랜 장기전 끝에 도독 채림이 항복하고 관구검의 공격으로 제갈각은 결국 크게 패해 후퇴한다.